# 54 dole hlavou
54 dole hlavou je název desátého alba slovenské skupiny z Nitry Horkýže Slíže. Název kapely znamená ve slovenštině Kdeže nudle. Bylo vydané dne 21. října 2009.

## Seznam skladeb
1. „Intro“ – 1:24
2. „Gándhí Mahátma“ – 2:32
3. „Woodie song“ – 2:40
4. „Žúrka“ – 3:39
5. „Superstár CS“ – 2:57
6. „Eva je v sádre“ – 3:01
7. „My fucking brother“ – 3:02
8. „Trápny vietor (fart)“ – 3:41
9. „A sólo ignorante“ – 2:40
10. „Í do riti“ – 1:37
11. „Voják“ – 2:48

Bonusové skladby
1. „Bezdomovec a kajakári“
2. „Ekologická hádanka“
3. „Z Vranova nad Topľou cez Wroclaw do Prahy“
4. „Vratko is back“